# Spriggan
Les spriggans sont des créatures légendaires maléfiques des traditions féeriques de Cornouailles, et plus particulièrement de l'ouest de Penwith.

## Étymologie
Spriggan est un mot de dialecte avec le graphème <gg> prononcé comme /d͡ʒ/ (sprid-jan) et non sprigg-an, adapté du pluriel cornique spyrysyon signifiant esprits.

## Folklore
Les spriggans étaient dépeints comme grotesquement laids, des vieillards avec de grosses têtes d'enfants. On disait qu'ils se trouvaient dans des ruines, des cairns et des tumulus pour garder des trésors enfouis. Bien que petits, ils étaient généralement considérés comme les fantômes de géants et conservaient une force gigantesque. Dans une histoire recueillie par Robert Hunt, ils montrent leur capacité à enfler jusqu'à atteindre une taille énorme. Hunt a associé ces esprits à la colline connue sous le nom de Trencrom Hill.
Les spriggans étaient réputés pour leur caractère désagréable et adoraient semer la zizanie chez ceux qui les offensaient. Ils soulevaient de soudains tourbillons pour terrifier les voyageurs, envoyaient des tempêtes pour détruire les récoltes et parfois, enlevaient un enfant humain, remplacé par un affreux changelin. On les accusait si une maison était cambriolée ou si un bâtiment s'effondrait ou encore si du bétail était volé. Dans une histoire, une vieille femme s'est débarrassée d'une bande de spriggans en retournant ses vêtements afin de récupérer leur butin. Cette méthode est censé être aussi efficace que l'eau bénite ou le fer pour repousser les fées.
La veille de Noël, les spriggans se réunissaient pour une messe de minuit au fond des mines profondes et les passants pouvaient les entendre chanter. Cependant, ce ne sont pas les spriggans mais les buccas ou knockers qui étaient associés aux mines d'étain et qui jouaient un rôle protecteur envers les mineurs.
En se basant sur les collectages des folkloristes Robert Hunt et William Bottrell (en), Katharine Briggs a décrit les spriggans comme les gardes du corps des fées. L'English Dialect Dictionary (1905) les compare aux trolls de Scandinavie.

## Sculpture
La sculpture d'un spriggan de Marilyn Collins est visible à Crouch End, à Londres, dans des arches bordant une section du Parkland Walk (une ligne de chemin de fer désaffectée). La sculpture a été installée en 1993. Si vous marchez le long du Parkland Walk de Finsbury Park à la gare de Highgate, le spriggan se trouve à droite juste avant les quais désaffectés de l'ancienne gare de Crouch End.